# Massage de la prostate
Le massage de la prostate, ou massage prostatique, est un acte médical ou sexuel qui se caractérise par la palpation ou la stimulation de la prostate. Bien qu'elle y soit étroitement liée, cette pratique ne doit pas être confondue avec le toucher rectal.

## Acte médical
Le massage prostatique a été utilisé autrefois (fin du XIXe siècle, début du XXe siècle) par certains urologues pour traiter l'hypertrophie de la prostate de forme congestive ou adénomateuse. Cette méthode, appelée « massage scientifique prostato-vésiculaire » ou « compression digitale de Reliquet et Guépin » pouvait se pratiquer de trois façons : en introduisant un doigt graissé dans le rectum du patient allongé sur le dos ; en introduisant une sonde de Béniqué dans l'urètre (en complément ou non de la première méthode) ; en introduisant une bougie rectale piriforme à laquelle on imprimait des mouvements de va-et-vient,.
De nos jours, le massage de la prostate est parfois pratiqué dans certains examens urinaires, notamment celui du test des 4 verres de Meares-Stamey, pour mesurer l'importance d'une prostatite en récoltant, juste après celui-ci, les 10 premiers cm3 d'urine. Il est cependant contre-indiqué en cas de prostatite aiguë.

## Acte sexuel

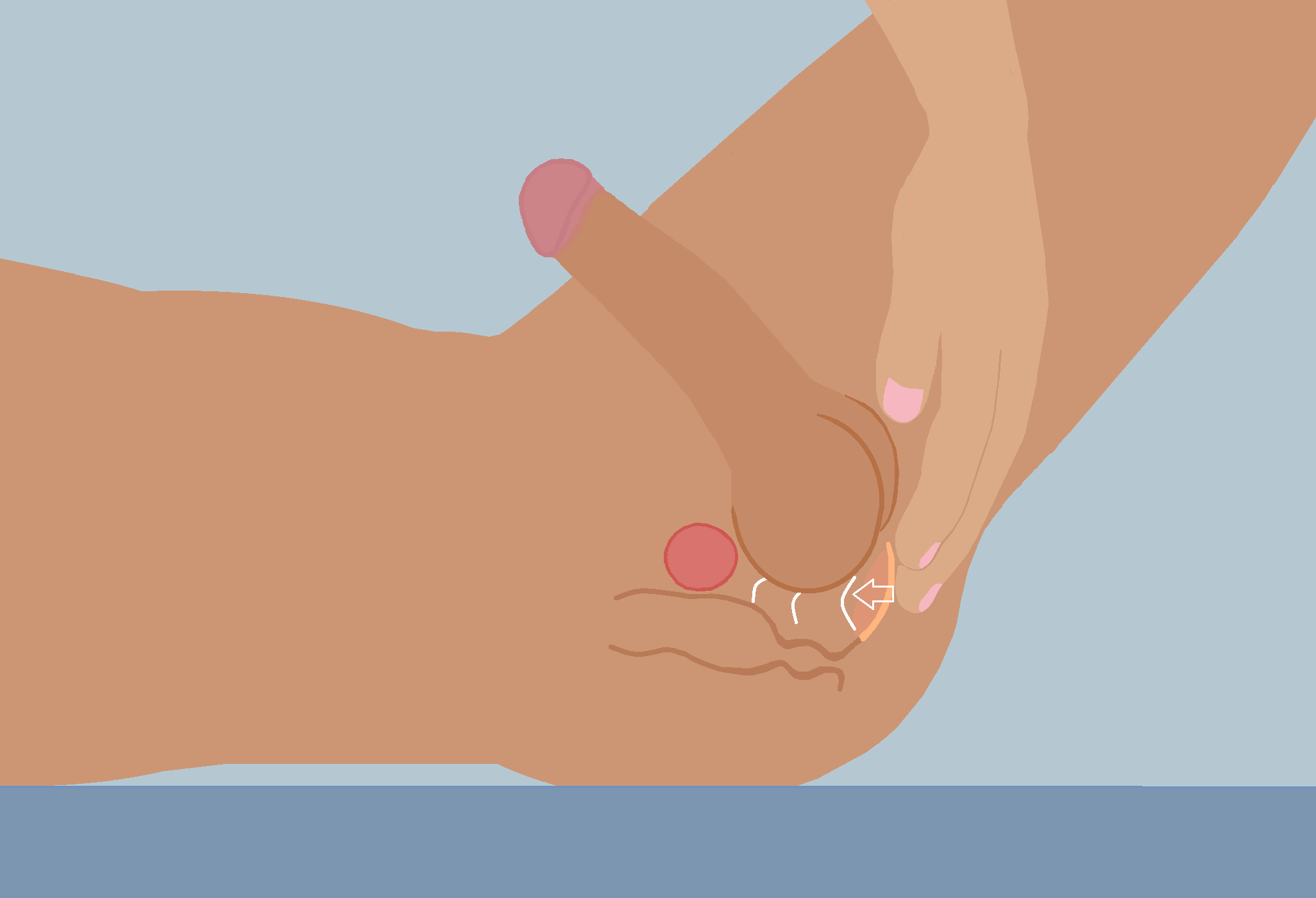
Massage du périnée chez l'homme.

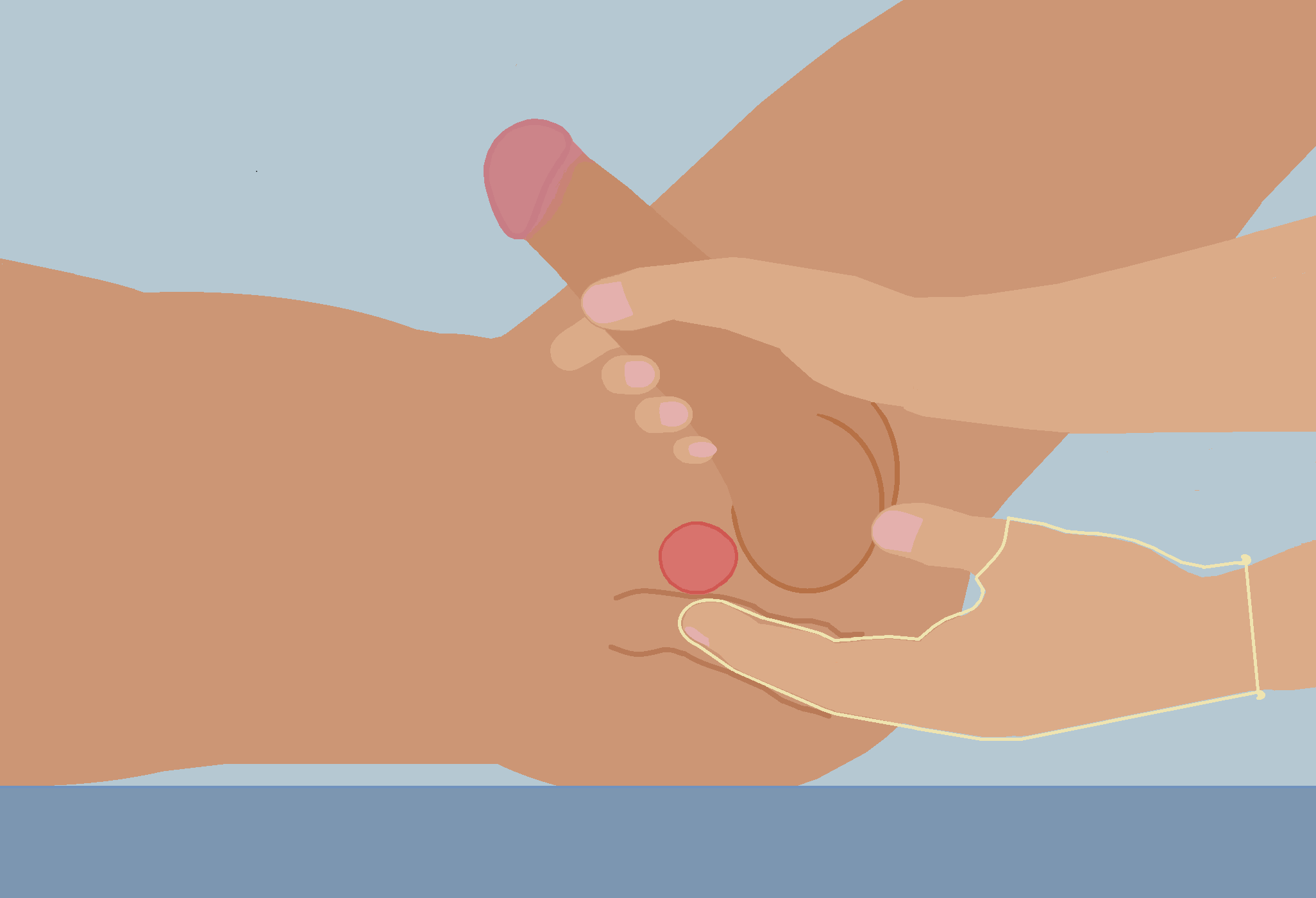
Insertion d'un doigt dans l'anus et le bas rectum d'un homme en position allongée, où, après avoir pénétré doucement les deux sphincters, la prostate peut être massée en même temps que le pénis.

Le massage de la prostate peut également être pratiqué comme acte sexuel. Il permettrait à un homme d'atteindre l'orgasme prostatique grâce à des pressions répétées sur une zone érogène hypothétique voisine de la prostate appelée point P, par analogie au point G. Cet orgasme serait différent de l'orgasme pénien ressemblant à celui procuré chez la femme car « plus diffus, plus viscéral et profond, et sans éjaculation,,. » 
La zone érogène de la prostate peut être stimulée indirectement par massage du périnée ou par pénétration à travers l'anus.

### Massage du périnée
Les caresses avec pression et les pressions rythmiques douces sur le périnée provoquent un transfert de pression vers les tissus sous-jacents jusqu'à la prostate. Le massage du périnée peut déclencher l'excitation sexuelle ou la renforcer.

### Massage interne de la prostate
Le massage interne prostatique peut être réalisé soit avec un doigt, soit avec un stimulateur prostatique. Pour garantir l'hygiène nécessaire, le doigt peut être protégé par un gant à usage unique. Afin de permettre la pénétration, de la rendre agréable et préserver l'anus de la douleur et d'une fissure anale, il est recommandé d'appliquer généreusement du lubrifiant sur le doigt.
Si le pénis est massé en même temps, l'homme peut avoir un orgasme intense avec éjaculation,.